# Aulus Platorius Nepos Calpurnianus

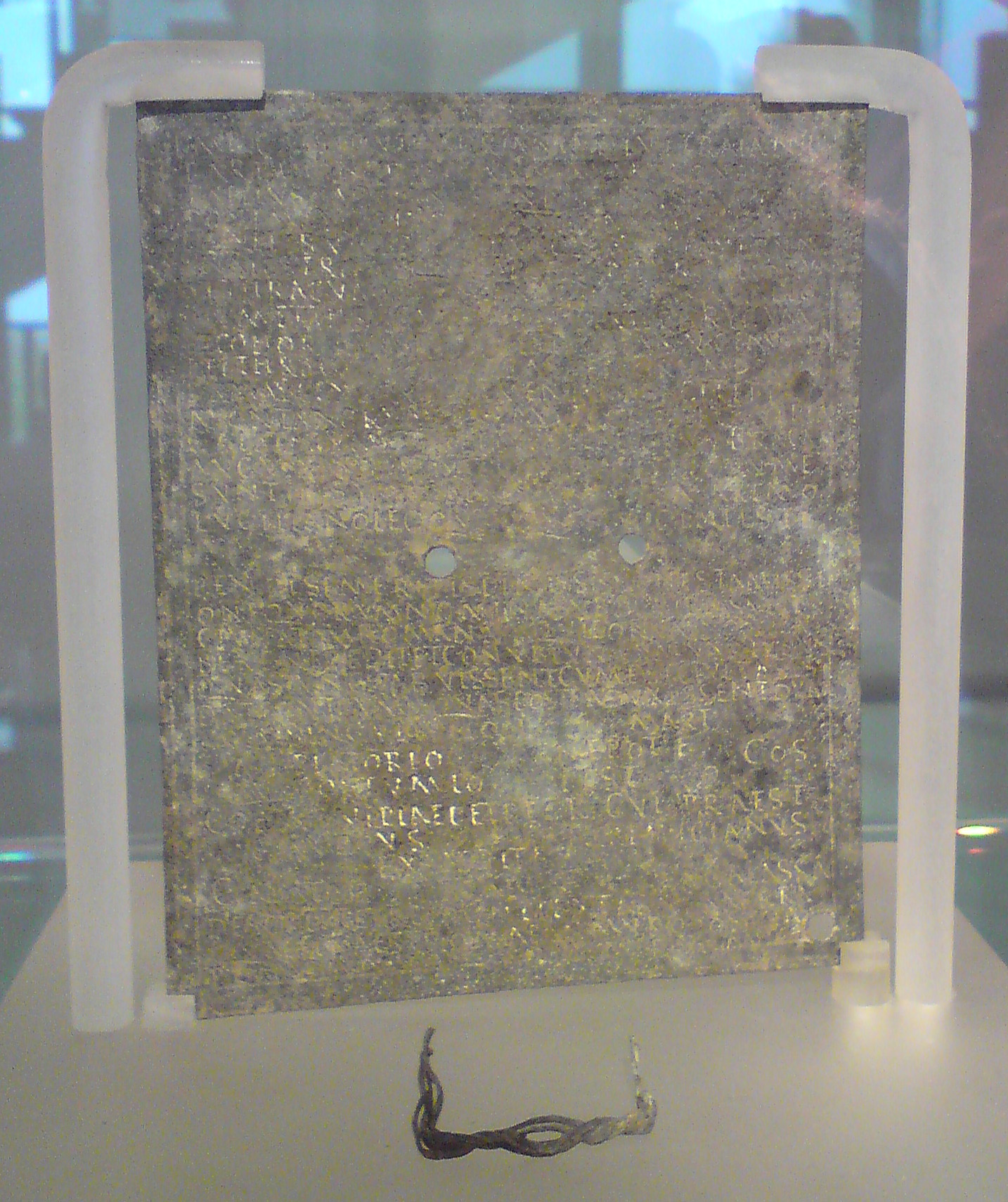
Ein Militärdiplom von 160 n. Chr.

Aulus Platorius Nepos Calpurnianus war ein im 2. Jahrhundert n. Chr. lebender römischer Politiker. In den Militärdiplomen wird sein Name als Aulus Platorius Nepos angegeben.
Durch Militärdiplome, die auf den 7. März 160 datiert sind, ist belegt, dass Nepos 160 zusammen mit Marcus Postumius Festus Suffektkonsul war; die beiden Konsuln traten ihr Amt am 1. März des Jahres an.